# Hieracium scitulum
Hieracium scitulum — вид рослин із родини айстрових (Asteraceae).

## Середовище проживання
Зростає у Європі (Польща, Румунія, Україна).